# Friedrich Konrad Beilstein
Friedrich Konrad Beilstein (San Pietroburgo, 5 febbraio 1838 – San Pietroburgo, 5 ottobre 1906) è stato un chimico russo-tedesco.

## Biografia
Beilstein nacque in una famiglia tedesca di ceto medio, figlio di Karl Friedrich Beilstein. Prestò la famiglia si recò a San Pietroburgo per rilevare un'attività dello zio di Beilstein.
Dopo aver condotto gli studi elementari e medi a San Pietroburgo, ripartì per la Germania, ove studiò chimica a Heidelberg sotto la guida di Robert Wilhelm Bunsen e di Friedrich August Kekulé von Stradonitz. Dopodiché passò a Monaco di Baviera, dove fu allievo del celebre chimico Justus von Liebig e da qui a Gottinga, dove ebbe come docente Friedrich Wöhler.
Dopo un soggiorno alla Sorbona di Parigi con i professori Charles Friedel e Charles-Adolphe Wurtz, si recò a Breslavia.
Dal 1865 insegnò a Gottinga, ma si ritrasferì poi a San Pietroburgo ed ottenne la cittadinanza russa. Succedette a Mendeleev all'Istituto Tecnologico di San Pietroburgo, ma cessò l'insegnamento nel 1896.
Si occupò per lo più dei composti aromatici e dei processi di alogenazione. A lui dobbiamo una peculiare prova per i composti aromatici, denominata Prova di Beilstein.